# Pseudolaguvia muricata
Pseudolaguvia muricata är en fiskart som beskrevs av Ng 2005. Pseudolaguvia muricata ingår i släktet Pseudolaguvia och familjen Erethistidae. IUCN kategoriserar arten globalt som otillräckligt studerad. Inga underarter finns listade i Catalogue of Life.